# Pheidole lacerta
Pheidole lacerta är en myrart som beskrevs av Wheeler 1922. Pheidole lacerta ingår i släktet Pheidole och familjen myror. Inga underarter finns listade i Catalogue of Life.